# Étienne Sinatambou
Étienne Sinatambou est un homme politique mauricien né le 25 décembre 1963. Il est ministre de la Sécurité sociale, de la Solidarité nationale, de l'Environnement et du Développement durable depuis le 31 janvier 2017, et député de la circonscription no 16 Vacoas-Floréal depuis le 22 décembre 2014.

## Biographie

### Jeunesse et études
De son nom complet Marie Joseph Noël-Étienne Ghislain Sinatambou, il naît le 25 décembre 1963. Il effectue ses études supérieures de 1984 à 1997, notamment au Balliol College de l'université d'Oxford, ainsi qu'à l'université Panthéon-Sorbonne où il obtient un DEA en droit de l'environnement. Il a également été Associate Research Fellow à l'Institute of Advanced Legal Studies de l'université de Londres,.
En 1987, il est admis au sein de l'Honorable société du Middle Temple. Il exerce ensuite comme avocat au Barreau de Maurice à partir de 1990, avant de passer son serment en tant que notaire en 2001,.

### Carrière politique
Il rejoint le Parti travailliste mauricien (PTr) en 1999, inspiré par l'appel de Navin Ramgoolam « aux Mauriciens de bonne volonté qui voulaient aider à l'avancement du pays ». Lors des élections législatives de 2000, il est candidat dans la circonscription no 15 La Caverne-Phœnix, mais n'est pas élu. En 2005, il se représente à nouveau et est élu député de la circonscription no 16 Vacoas-Floréal, grâce au système dit du « meilleur perdant » (best loser system).
En juillet 2005, il est nommé ministre des Technologies de l'information et des Télécommunications. À 42 ans, il est alors l'un des plus jeunes ministres du gouvernement de l'Alliance sociale. Il reste ministre jusqu'au 13 septembre 2008, puis est nommé « Deputy speaker » à l'Assemblée nationale le 19 septembre. Il perd les élections législatives de 2010, mais est réélu lors des élections de 2014 dans la circonscription no 16 Vacoas-Floréal, sous l'étiquette du Mouvement socialiste militant (MSM),.
Il est ensuite ministre des Affaires étrangères, de l'Intégration régionale et du Commerce international du 15 décembre 2014 au 14 mars 2016, puis ministre de la Technologie, de la Communication et de l'Innovation du 14 mars au 21 décembre 2016, et enfin ministre de l'Environnement, du Développement durable, de la Gestion des catastrophes et des plages du 21 décembre 2016 au 23 janvier 2017.
Le 31 janvier 2017, il est nommé ministre de la Sécurité sociale, de la Solidarité nationale, de l'Environnement et du Développement durable dans le gouvernement de Pravind Jugnauth, et assure également la fonction de porte-parole du gouvernement.